# Giraudita-(Zn)
La giraudita-(Zn), coneguda fins al 2020 simplement com a giraudita, és un mineral de la classe dels sulfurs, que pertany i dona nom al subgrup de la giraudita. Va rebre el nom giraudita (sense el sufix) en honor de Roger Giraud (1936–). L’IMA va afegir el sufix segons la nova nomenclatura del grup de la tetraedrita el 2020.

## Característiques
La giraudita-(Zn) és un sulfur de fórmula química Cu₆(Cu₄Zn₂)As₄Se₁₂Se. Va ser aprovada com a espècie vàlida per l'Associació Mineralògica Internacional l'any 1980, sent publicada per primera vegada el 1982. Cristal·litza en el sistema isomètric. La seva duresa a l'escala de Mohs es teoba entre 3,5 i 4.
Segons la classificació de Nickel-Strunz, la giraudita-(Zn) pertany a «02.G - Nesosulfarsenits, etc. amb S addicional» juntament amb els següents minerals: argentotennantita, freibergita, goldfieldita, hakita, tennantita, tetraedrita, selenoestefanita, estefanita, pearceïta, polibasita, selenopolibasita, cupropearceïta, cupropolibasita i galkhaïta.
L'exemplar que va servir per a determinar l'espècie, el que es coneix com a material tipus, es troba conservat a l'Escola Nacional de Mines de París.

## Formació i jaciments
Va ser descoberta al dipòsit d'urani de Chaméane, a la localitat de Le Vernet-Chaméane (Alvèrnia-Roine-Alps, França). També ha estat descrita a Alemanya, la República Txeca, Mèxic i els Estats Units.